# Metagraphinotus
Metagraphinotus is een geslacht van hooiwagens uit de familie Gonyleptidae.
De wetenschappelijke naam Metagraphinotus is voor het eerst geldig gepubliceerd door Mello-Leitão in 1927. 

## Soorten
Metagraphinotus omvat de volgende 6 soorten:
- Metagraphinotus arlei
- Metagraphinotus berlae
- Metagraphinotus catharinensis
- Metagraphinotus pectinifemur
- Metagraphinotus sooretamae
- Metagraphinotus trochanterspinosus